# Cantone di Vázquez de Coronado
Il cantone di Vázquez de Coronado è un cantone della Costa Rica facente parte della provincia di San José.

## Geografia antropica

### Suddivisioni amministrative
Il cantone  è suddiviso in 5 distretti:
- Cascajal
- Dulce Nombre de Jesús
- Patalillo
- San Isidro
- San Rafael